# Гросхофен
Гросхофен (нем. Großhofen) — коммуна (нем. Gemeinde) в Австрии, в федеральной земле Нижняя Австрия.
Входит в состав округа Гензерндорф. Население составляет 84 человека (на 31 декабря 2005 года). Занимает площадь 6,18 км². Официальный код — 3 08 22.

## Политическая ситуация
Бургомистр коммуны — Георг Вайханд по результатам выборов 2005 года.
Совет представителей коммуны (нем. Gemeinderat) состоит из 13 мест.
- АНП занимает 10 мест.
- СДПА занимает 3 места.